# Toni Merz
Toni Merz (* 8. Dezember 1895 in Schönenbach; † 6. Juli 1966 in Achern) war ein deutscher Maler.

## Leben
Merz studierte von 1919 bis 1924 an der Kunstakademie in Karlsruhe und war Meisterschüler von Albert Haueisen und Caspar Ritter. Zwischen 1926 und 1938 arbeitete er als Kunsterzieher an der Heimschule Lender in Sasbach. In den Jahren 1938 bis 1945 lebte Merz als freischaffender Maler in Frankfurt am Main. Nach dem Krieg begann er 1948 erneut als Kunsterzieher an der Heimschule, wo er bis zu seinem Tode tätig war.

## Werk
Seine Werke zeigen zahlreiche Landschaften des Schwarzwald.

## Toni-Merz-Museum
Seine Ehefrau Thilde Merz übergab den gesamten künstlerischen Nachlass ihres Mannes der Gemeinde Obersasbach, heute ein Ortsteil von Sasbach im Ortenaukreis in Baden-Württemberg. 1972 wurde die Toni-Merz-Stiftung eingerichtet. Seit 1992 können in Oberasasbach die Werke des Künstlers Toni Merz besichtigt werden. Das Toni-Merz-Museum ist dem Schaffen des Künstlers gewidmet.